# سيمور (مقاطعة أوتاغامي)
سيمور، مقاطعة أوتاغامي (بالإنجليزية: Seymour, Outagamie County, Wisconsin)‏ هي بلدة تقع بولاية ويسكونسن في الولايات المتحدة. تبلغ مساحتها 79 (كم²)، وترتفع عن سطح البحر 247 م، بلغ عدد سكانها 1216 نسمة في عام 2000 حسب إحصاء مكتب تعداد الولايات المتحدة وتصل الكثافة السكانية فيها 15.4 نسمة/كم2.

## وصلات خارجية
- The US50 - Cities and Towns in Wisconsin State
- Wisconsin Cities and Towns, Facts, Map, Flag, Colleges, Government, and More